# Nereo Vanzan
Nereo Vanzan (Dolo, 27 gennaio 1931 – 10 febbraio 2010) è stato un politico italiano.

## Biografia
Dirigente provinciale, regionale e nazionale del sindacato artigiano. Alle elezioni politiche del 1976 con il Partito Comunista Italiano viene eletto in Senato. Conclude il mandato parlamentare nel 1979.
Muore all'età di 79 anni, nel febbraio del 2010.